# Sphiggurus
A Sphiggurus az emlősök (Mammalia) osztályának a rágcsálók (Rodentia) rendjébe, ezen belül a kúszósülfélék (Erethizontidae) családjába tartozó nem.

## Rendszerezés
A nembe az alábbi 9 faj tartozik:
- bahiai kúszósül (Sphiggurus ichillus) Voss & da Silva, 2001
- Sphiggurus insidiosus Olfers, 1818
- Sphiggurus melanurus Wagner, 1842
- mexikói kúszósül (Sphiggurus mexicanus) Kerr, 1792
- Sphiggurus pruinosus Thomas, 1905
- Sphiggurus roosmalenorum Voss & da Silva, 2001
- tüskés kúszósül (Sphiggurus spinosus) F. Cuvier, 1823 - típusfaj
- barna kúszósül (Sphiggurus vestitus) Thomas, 1899
- fakó kúszósül (Sphiggurus villosus) F. Cuvier, 1823